# Vela nos Jogos Pan-Americanos de 2023 - Qualificação
Abaixo está o sistema de qualificação e os comitês olímpicos nacionais qualificados a Vela nos Jogos Pan-Americanos de 2023, programada para ser realizada na Confraria Náutica do Pacífico de 28 de outubro a 5 de novembro de 2023.

## Sistema de classificação
Um total de 172 velejadores (82 homens e 90 mulheres) poderiam qualificar-se as disputas. Cada Comitê Olímpico Nacional poderia inscrever no máximo um barco em cada uma das 13 categorias, com o limite de 19 atletas (nove homens e dez mulheres). Cada categoria teve diferentes eventos qualificatórios a partir de 2021. O país-anfitrião, Chile, teve qualificação automática em todas as 13 categorias (19 atletas).
Mais mulheres estarão qualificadas pela primeira vez na história, após a mudança do formato da classe lightning para duas mulheres e um homem em cada barco. O vencedor de cada categoria individual nos Jogos Pan-Americanos Júnior de 2021 também teve vaga automática.  CONs que conquistaram vagas em Cali 2021 poderiam qualificar outro barco na mesma categoria. A vaga conquistada em Cali 2021 é nominal ao atleta, não podendo ser transferida a outro. Um total de quatro vagas de universalidade estiveram disponíveis (duas em cada evento da laser e laser radial).
| Evento            | País-sede | Cali 2021 | Outros CON's | Barcos | Atletas |
| ----------------- | --------- | --------- | ------------ | ------ | ------- |
| IQFoil masculino  | 1         | 1         | 7            | 9      | 9       |
| Laser masculino   | 1         | 1         | 15           | 17     | 17      |
| 49er masculino    | 1         | —         | 7            | 8      | 16      |
| Sunfish masculino | 1         | —         | 7            | 8      | 8       |
| Kites masculino   | 1         | —         | 7            | 8      | 8       |
| IQFoil feminino   | 1         | 1         | 7            | 9      | 9       |
| Laser feminino    | 1         | 1         | 15           | 17     | 17      |
| 49er feminino     | 1         | —         | 7            | 8      | 16      |
| Sunfish feminino  | 1         | —         | 7            | 8      | 8       |
| Kites feminino    | 1         | —         | 7            | 8      | 8       |
| Snipe mista       | 1         | —         | 7            | 8      | 16      |
| Lightning mista   | 1         | —         | 7            | 8      | 24      |
| Nacra 17 mista    | 1         | —         | 7            | 8      | 16      |
| TOTAL             | 13        | 4         | 107          | 120    | 172     |

## Sumário de qualificação
| Nação                               | Masculino | Masculino | Masculino | Masculino | Masculino | Feminino | Feminino     | Feminino | Feminino | Feminino | Misto | Misto     | Misto    | Total  | Total   |
| Nação                               | IQFoil    | Laser     | 49er      | Sunfish   | Kites     | IQFoil   | Laser Radial | 49erFX   | Sunfish  | Kites    | Snipe | Lightning | Nacra 17 | Barcos | Atletas |
| ----------------------------------- | --------- | --------- | --------- | --------- | --------- | -------- | ------------ | -------- | -------- | -------- | ----- | --------- | -------- | ------ | ------- |
| ANT Antígua e Barbuda               |           |           |           |           | X         |          |              |          |          |          |       |           |          | 1      | 1       |
| ARG Argentina                       | X X       | X         | X         |           | X         | X        | X            | X        | X        | X        | X     | X         | X        | 13     | 19      |
| ARU Aruba                           | X         | X         |           |           |           |          |              |          |          |          |       |           |          | 2      | 2       |
| BER Bermudas                        |           | X         |           |           |           |          | X            |          |          |          |       |           |          | 2      | 2       |
| BRA Brasil                          | X         | X         | X         |           | X         | X        | X            | X        |          | X        | X     | X         | X        | 11     | 17      |
| CAN Canadá                          |           | X         | X         | X         | X         | X        | X            | X        |          | X        |       |           | X        | 9      | 12      |
| CHI Chile                           | X         | X X       | X         | X         | X         | X        | X            |          | X        | X        | X     | X         | X        | 13     | 18      |
| COL Colômbia                        | X         |           | X         |           |           |          |              |          | X        | X        |       |           |          | 4      | 5       |
| CUB Cuba                            |           |           |           |           |           |          | X            |          | X        |          | X     |           |          | 3      | 4       |
| ESA El Salvador                     |           | X         |           |           |           |          |              |          |          |          |       |           |          | 1      | 1       |
| ECU Equador                         |           | X         |           |           |           |          |              |          |          |          |       | X         |          | 2      | 4       |
| EAI Equipe de Atletas Independentes |           | X         |           | X         |           |          | X            |          | X        |          |       |           |          | 4      | 4       |
| USA Estados Unidos                  | X         | X         | X         | X         | X         | X        | X            | X        | X        | X        | X     | X         | X        | 13     | 19      |
| CAY Ilhas Cayman                    |           |           |           |           |           |          | X            |          |          |          |       |           |          | 1      | 1       |
| ISV Ilhas Virgens Americanas        |           |           | X         |           |           |          |              |          |          |          |       |           |          | 1      | 2       |
| IVB Ilhas Virgens Britânicas        |           | X         |           |           |           |          |              |          |          |          |       |           |          | 1      | 1       |
| MEX México                          |           |           | X         |           | X         | XX       | X            |          |          | X        |       |           |          | 6      | 7       |
| PER Peru                            |           | X         |           | X         |           | X        | X            | X        | X        |          | X     | X         |          | 8      | 12      |
| PUR Porto Rico                      |           | X         |           | X         |           |          | X            |          |          |          | X     |           |          | 4      | 5       |
| DOM República Dominicana            | X         |           |           | X         | X         |          |              |          |          |          |       |           |          | 3      | 3       |
| LCA Santa Lúcia                     |           | X         |           |           |           |          |              |          |          |          |       |           |          | 1      | 1       |
| URU Uruguai                         |           |           | X         |           |           |          | XX           |          |          |          | X     |           |          | 4      | 6       |
| VEN Venezuela                       | X         |           |           | X         |           | X        | X            |          | X        |          |       | X         |          | 6      | 8       |
| Total: 23 CONs                      | 9         | 17        | 9         | 8         | 8         | 9        | 17           | 6        | 8        | 8        | 8     | 8         | 6        | 120    | 172     |

## Barcos qualificados

### IQFoil masculino
| Evento                                               | Local       | Data              | Barcos | Classificados                                             |
| ---------------------------------------------------- | ----------- | ----------------- | ------ | --------------------------------------------------------- |
| País-sede                                            | —           | —                 | 1      | CHI Chile                                                 |
| Jogos Pan-Americanos Júnior de 2021                  | Cali        | 2-4 de dezembro   | 1      | Marcos Quiroga (ARG)                                      |
| Campeonato Sul-Americano de 2022                     | Búzios      | 1-4 de setembro   | 2      | BRA Brasil ARG Argentina                                  |
| Jogos Centro-Americanos e do Caribe de Praia de 2022 | Santa Marta | 19-26 de novembro | 1      | ARU Aruba                                                 |
| Série do US Open de 2023                             | Clearwater  | 2-5 de fevereiro  | 3      | USA Estados Unidos VEN Venezuela DOM República Dominicana |
| Campeonato Sul-Americano de 2023                     | Mendoza     | 16–19 de março    | 1      | COL Colômbia                                              |
| TOTAL                                                |             |                   | 9      |                                                           |

### Laser masculino
| Evento                                      | Local        | Data                     | Barcos | Classificados                                                                         |
| ------------------------------------------- | ------------ | ------------------------ | ------ | ------------------------------------------------------------------------------------- |
| País-sede                                   | —            | —                        | 1      | CHI Chile                                                                             |
| Jogos Pan-Americanos Júnior de 2021         | Cali         | 2-4 de dezembro          | 1      | Clemente Seguel Lacamara (CHI)                                                        |
| Campeonato Norte-Americano de 2022          | Kingston     | 30 de junho - 4 de julho | 3      | PUR Porto Rico USA Estados Unidos CAN Canadá                                          |
| Série do US Open de 2023                    | Clearwater   | 2-5 de fevereiro         | 5      | PER Peru EAI Equipe de Atletas Independentes ESA El Salvador ECU Equador BER Bermudas |
| Campeonato Centro e Sul-Americano de 2023   | Buenos Aires | Fevereiro de 2023        | 4      | ARG Argentina BRA Brasil LCA Santa Lúcia ARU Aruba                                    |
| Jogos Centro-Americanos e do Caribe de 2023 | San Salvador | 23 de junho - 8 de julho | 1      | IVB Ilhas Virgens Britânicas                                                          |
| Universalidade                              | —            | —                        | 2      |                                                                                       |
| TOTAL                                       |              |                          | 17     |                                                                                       |

### 49er masculino
| Evento                           | Local        | Data                         | Barcos | Classificados                                                 |
| -------------------------------- | ------------ | ---------------------------- | ------ | ------------------------------------------------------------- |
| País-sede                        | —            | —                            | 1      | CHI Chile                                                     |
| Campeonato Mundial de 2022       | Halifax      | 31 de agosto - 5 de setembro | 2      | USA Estados Unidos URU Uruguai                                |
| Campeonato Sul-Americano de 2022 | Buenos Aires | 8–11 de dezembro             | 2      | ARG Argentina COL Colômbia                                    |
| Série do US Open de 2023         | Clearwater   | 2–5 de fevereiro             | 4      | CAN Canadá MEX México BRA Brasil ISV Ilhas Virgens Americanas |
| TOTAL                            |              |                              | 9      |                                                               |

### Sunfish masculino
| Evento                                       | Local        | Data                     | Barcos | Classificados                                                    |
| -------------------------------------------- | ------------ | ------------------------ | ------ | ---------------------------------------------------------------- |
| País-sede                                    | —            | —                        | 1      | CHI Chile                                                        |
| Campeonato de Inverno de 2023                | Pensacola    | 30 de março -1 de abril  | 3      | PER Peru USA Estados Unidos CAN Canadá                           |
| Campeonato Sul-Americano e do Caribe de 2023 | Paracas      | 24-29 de abril           | 3      | EAI Equipe de Atletas Independentes VEN Venezuela PUR Porto Rico |
| Jogos Centro-Americanos e do Caribe de 2023  | San Salvador | 23 de junho - 8 de julho | 1      | DOM República Dominicana                                         |
| TOTAL                                        |              |                          | 8      |                                                                  |

### Kites masculino
| Evento                                               | Local       | Data              | Barcos | Classificados                            |
| ---------------------------------------------------- | ----------- | ----------------- | ------ | ---------------------------------------- |
| País-sede                                            | —           | —                 | 1      | CHI Chile                                |
| Campeonato Pan-Americano de 2022                     | São Luís    | 7-13 de novembro  | 1      | BRA Brasil                               |
| Jogos Centro-Americanos e do Caribe de Praia de 2022 | Santa Marta | 19-26 de novembro | 1      | ANT Antígua e Barbuda                    |
| Série do US Open de 2023                             | Clearwater  | 2–5 de fevereiro  | 3      | USA Estados Unidos MEX México CAN Canadá |
| Campeonato Pan-Americano de 2023                     | Cabarete    | 6–12 de março     | 2      | DOM República Dominicana ARG Argentina   |
| TOTAL                                                |             |                   | 8      |                                          |

### IQFoil feminino
| Evento                              | Local      | Data             | Barcos | Classificados                            |
| ----------------------------------- | ---------- | ---------------- | ------ | ---------------------------------------- |
| País-sede                           | —          | —                | 1      | CHI Chile                                |
| Jogos Pan-Americanos Júnior de 2021 | Cali       | 2-4 de dezembro  | 1      | Mariana Aguilar Chávez (MEX)             |
| Campeonato Sul-Americano de 2022    | Búzios     | 1-4 de setembro  | 2      | PER Peru BRA Brasil                      |
| Série do US Open de 2023            | Clearwater | 2–5 de fevereiro | 3      | USA Estados Unidos MEX México CAN Canadá |
| Campeonato Sul-Americano de 2023    | Mendoza    | 16–19 de março   | 2      | ARG Argentina VEN Venezuela              |
| TOTAL                               |            |                  | 9      |                                          |

### Laser radial feminino
| Evento                                      | Local             | Data                     | Barcos | Classificados                                                                                  |
| ------------------------------------------- | ----------------- | ------------------------ | ------ | ---------------------------------------------------------------------------------------------- |
| País-sede                                   | —                 | —                        | 1      | CHI Chile                                                                                      |
| Jogos Pan-Americanos Júnior de 2021         | Cali              | 2-4 de dezembro          | 1      | Dolores Fraschini (URU)                                                                        |
| Campeonato Norte-Americano de 2022          | Kingston          | 30 de junho - 4 de julho | 3      | MEX México BER Bermudas CAN Canadá                                                             |
| Série do US Open de 2023                    | Clearwater        | 2–5 de fevereiro         | 5      | USA Estados Unidos PER Peru CAY Ilhas Cayman EAI Equipe de Atletas Independentes VEN Venezuela |
| Campeonato Centro e Sul-Americano de 2023   | A ser determinado | A ser determinado        | 4      | ARG Argentina BRA Brasil CUB Cuba URU Uruguai                                                  |
| Jogos Centro-Americanos e do Caribe de 2023 | San Salvador      | 23 de junho - 8 de julho | 1      | PUR Porto Rico                                                                                 |
| Universalidade                              | —                 | —                        | 2      |                                                                                                |
| TOTAL                                       |                   |                          | 17     |                                                                                                |

### 49er FX feminino
| Evento                     | Local   | Data                         | Barcos | Classificados                            |
| -------------------------- | ------- | ---------------------------- | ------ | ---------------------------------------- |
| País-sede                  | —       | —                            | 1      | CHI Chile                                |
| Campeonato Mundial de 2022 | Halifax | 31 de agosto - 5 de setembro | 3      | USA Estados Unidos BRA Brasil CAN Canadá |
| Ranking Mundial            | —       | —                            | 2      | ARG Argentina PER Peru                   |
| Realocação                 | —       | —                            | 1      |                                          |
| TOTAL                      |         |                              | 6      |                                          |

### Sunfish feminino
| Evento                                       | Local        | Data                     | Barcos | Classificados                                                  |
| -------------------------------------------- | ------------ | ------------------------ | ------ | -------------------------------------------------------------- |
| País-sede                                    | —            | —                        | 1      | CHI Chile                                                      |
| Campeonato de Inverno de 2023                | Pensacola    | 30 de março -1 de abril  | 3      | PER Peru USA Estados Unidos VEN Venezuela                      |
| Campeonato Sul-Americano e do Caribe de 2023 | Paracas      | 24-29 de abril           | 3      | ARG Argentina EAI Equipe de Atletas Independentes COL Colômbia |
| Jogos Centro-Americanos e do Caribe de 2023  | San Salvador | 23 de junho - 8 de julho | 1      | CUB Cuba                                                       |
| TOTAL                                        |              |                          | 8      |                                                                |

### Kites feminino
| Evento                           | Local      | Data             | Barcos | Classificados                                 |
| -------------------------------- | ---------- | ---------------- | ------ | --------------------------------------------- |
| País-sede                        | —          | —                | 1      | CHI Chile                                     |
| Campeonato Pan-Americano de 2022 | São Luís   | 7-13 de novembro | 1      | BRA Brasil                                    |
| Série do US Open de 2023         | Clearwater | 2-5 de fevereiro | 3      | USA Estados Unidos ARG Argentina COL Colômbia |
| Campeonato Pan-Americano de 2023 | Cabarete   | 6-12 de março    | 2      | CAN Canadá MEX México                         |
| TOTAL                            |            |                  | 8      |                                               |

### Snipe mista
| Evento                                                | Local        | Data                     | Barcos | Classificados                     |
| ----------------------------------------------------- | ------------ | ------------------------ | ------ | --------------------------------- |
| País-sede                                             | —            | —                        | 1      | CHI Chile                         |
| Campeonato Norte-Americano de 2022                    | Toronto      | 9-11 de setembro         | 2      | PUR Porto Rico USA Estados Unidos |
| Campeonato Asiático e do Hemisfério Ocidental de 2023 | Algarrobo    | 14-19 de março           | 2      | BRA Brasil ARG Argentina          |
| Campeonato Sul-Americano de 2023                      | Montevidéu   | 4-9 de abril             | 2      | PER Peru URU Uruguai              |
| Jogos Centro-Americanos e do Caribe de 2023           | San Salvador | 23 de junho - 8 de julho | 1      | CUB Cuba                          |
| TOTAL                                                 |              |                          | 8      |                                   |

### Lightning mista
| Evento                             | Local              | Data              | Barcos | Classificados                  |
| ---------------------------------- | ------------------ | ----------------- | ------ | ------------------------------ |
| País-sede                          | —                  | —                 | 1      | CHI Chile                      |
| Campeonato Mundial de 2022         | Wrightsville Beach | 16-21 de maio     | 1      | ARG Argentina                  |
| Campeonato Norte-Americano de 2022 | Long Island        | 14-18 de setembro | 2      | USA Estados Unidos ECU Equador |
| Campeonato Sul-Americano de 2023   | Guaratuba          | 3-7 de dezembro   | 2      | BRA Brasil PER Peru            |
| Copa do Pacífico de 2023           | Algarrobo          | 6-9 de abril      | 2      | VEN Venezuela                  |
| TOTAL                              |                    |                   | 8      |                                |

### Nacra 17 mista
| Evento                     | Local   | Data                         | Barcos | Classificados                                          |
| -------------------------- | ------- | ---------------------------- | ------ | ------------------------------------------------------ |
| País-sede                  | —       | —                            | 1      | CHI Chile                                              |
| Campeonato Mundial de 2022 | Halifax | 31 de agosto - 5 de setembro | 4      | ARG Argentina USA Estados Unidos BRA Brasil CAN Canadá |
| Realocação                 | —       | —                            | 1      |                                                        |
| TOTAL                      |         |                              | 6      |                                                        |